# Mänspe
Mänspe (ook wel Mänspäe, Duits: Mänspäh) is een plaats in de Estlandse gemeente Hiiumaa, provincie Hiiumaa. De plaats heeft de status van dorp (Estisch: küla).
Mänspe lag tot in oktober 2017 in de gemeente Emmaste. In die maand ging de gemeente op in de fusiegemeente Hiiumaa.

## Bevolking
De ontwikkeling van het aantal inwoners blijkt uit het volgende staatje:
| Jaar            | 2000 | 2011 | 2017 | 2019 | 2021 |
| --------------- | ---- | ---- | ---- | ---- | ---- |
| Aantal inwoners | 29   | 19   | 35   | 32   | 25   |

## Ligging
Mänspe ligt aan de westkust van het eiland Hiiumaa. De Tugimaantee 84, de secundaire weg van Emmaste naar Luidja, loopt door het dorp.
In het dorp staat een zomereik met een omtrek van 345 cm en een hoogte van 25 meter, de Jaaksoni tamm of Vanaselja tamm.

## Geschiedenis
Mänspe werd voor het eerst genoemd in 1587 als Menspa Simon, een boerderij. In 1639 heette ze Mens Pehe Hans en in 1782 Mönspe. In 1798 was ze als Mänspa een dorp geworden. Mänspe lag vanaf 1603 op het landgoed van Orjak (Orjaku) en vanaf 1821 op het landgoed van Emmast (Emmaste).
Op het eind van de 17e eeuw bouwden schipbreukelingen een kapel uit dankbaarheid voor hun redding. Tot 1866 was de kapel een bijkerk van de kerk in Käina. In 1908 werd het bouwvallig geworden kerkje vervangen door een nieuwe houten kerk.
Mänspe heeft een dorpsschool gehad, die in 1966 gesloten is. Volli Mäeumbaed, het hoofd van de school, was een kenner van de streekgeschiedenis en legde een verzameling van voorwerpen en documenten aan die daarop betrekking hadden. Sinds 1967 maakt zijn verzameling deel uit van de collectie van het Folkloremuseum van Hiiumaa in Kassari.

## Foto's

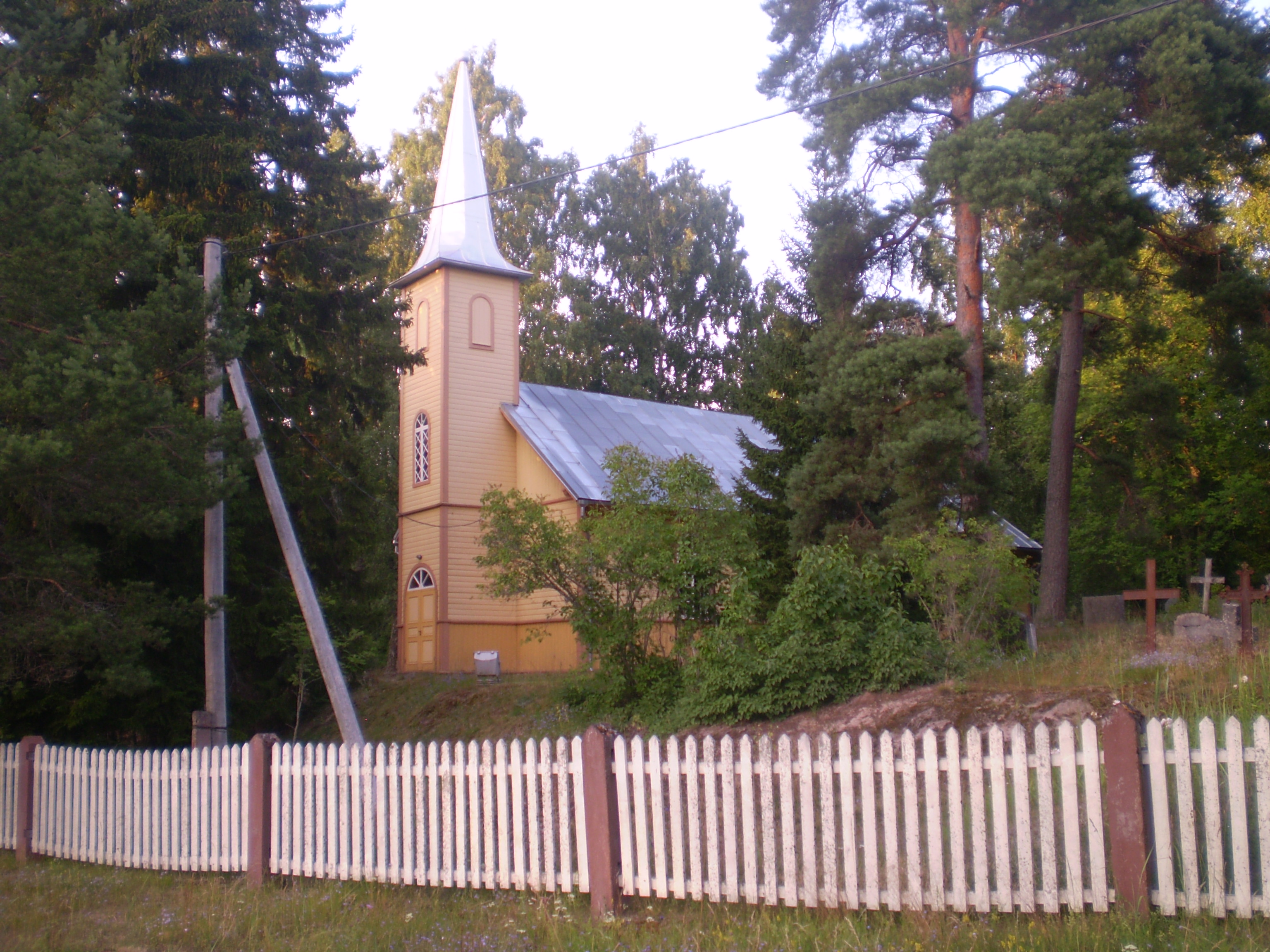
De kerk van Mänspe
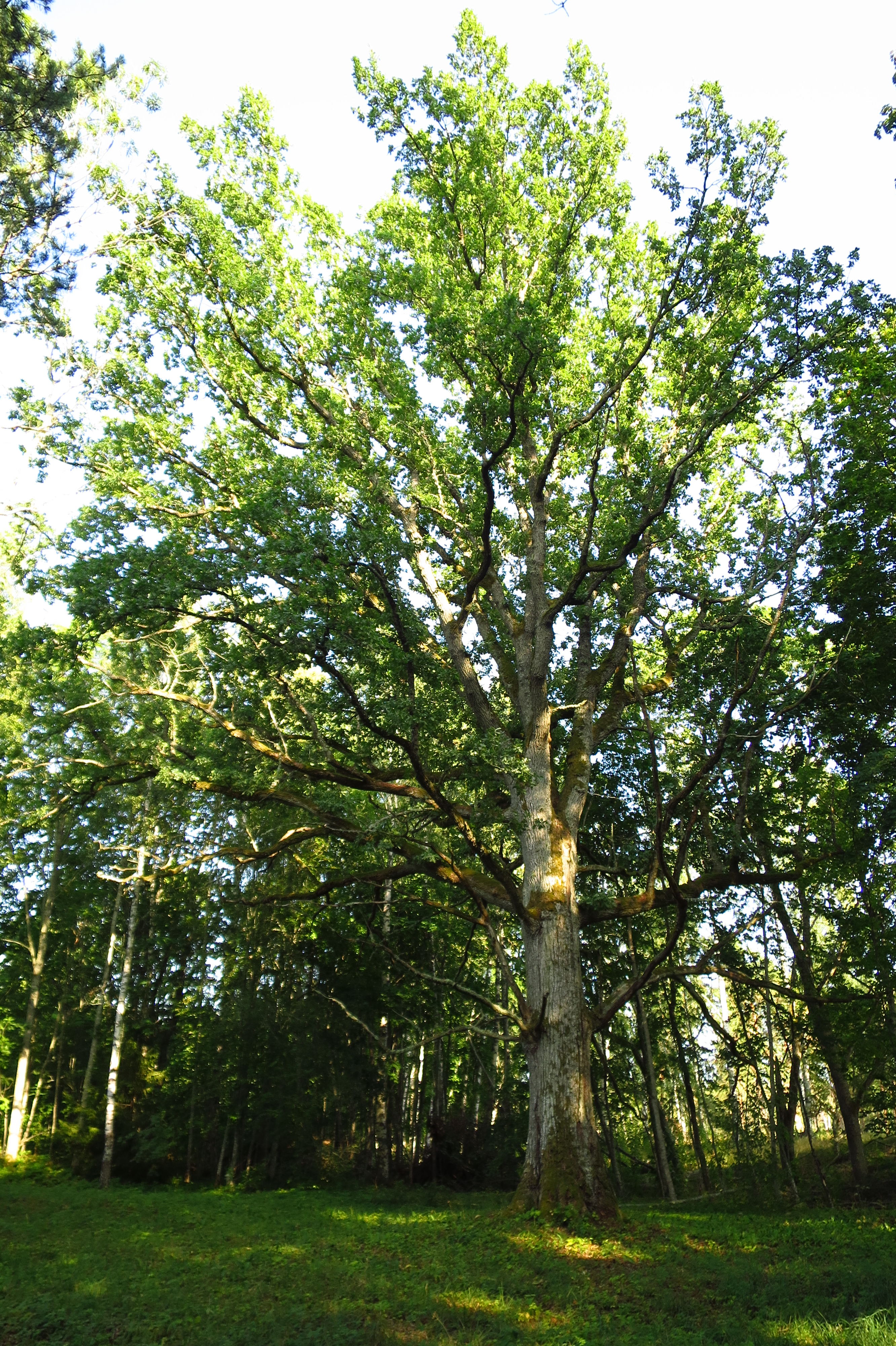
Jaaksoni tamm